# Agaricus
Agaricus is een geslacht van schimmels behorend tot de familie Agaricaceae. Het werd vermeld door Carl Linnaeus in zijn Species plantarum uit 1753. De typesoort is de  gewone weidechampignon (Agaricus campestris).

## Kenmerken
Champignons hebben een hoed en een steel, met meestal vlezige en, afhankelijk van de soort, kleine tot zeer grote vruchtlichamen. De hoedhuid is wit, geelachtig of bruin van kleur, bij sommige soorten wordt deze geel bij druk of verwonding. Het oppervlak kan glad, vezelig of schilferig zijn, maar altijd droog en nooit vettig. De hoedrand is niet geribbeld. De lamellen staan los van de steel en meestal dicht bij elkaar. Bij jonge exemplaren zijn ze bleekgrijs tot roze, als de sporen rijpen worden deze chocoladebruin tot paarszwart (nooit wit). De lamelsnede is soms over de hele lengte bedekt met fijne schilfers. De steel staat centraal en kan gemakkelijk van de hoed worden genomen. Hij is cilindrisch of knotsvormig en wordt vaak hol in de loop der tijd. De steel kan aan de basis een knol hebben, maar geen volva.

## Soorten
Wereldwijd komen 620 soorten voor (peildatum april 2023). 
In Nederland komen ongeveer 45 soorten voor (peildatum oktober 2023).
Enkele Europese soorten zijn:
| Naam                           | Wetenschappijke naam      | Zeldzaamheid     |
| ------------------------------ | ------------------------- | ---------------- |
| Beurschampignon                | Agaricus gennadii         | uiterst zeldzaam |
| Bladhoopchampignon             | Agaricus subrufescens     | zeldzaam         |
| Breedschubbige champignon      | Agaricus lanipes          | vrij zeldzaam    |
| Bruine weidechampignon         | Agaricus cupreobrunneus   | matig algemeen   |
| Fijngeschubde anijschampignon  | Agaricus pseudoumbrella   | zeer zeldzaam    |
| Fijnvezelige boschampignon     | Agaricus fuscofibrillosus | zeldzaam         |
| Forse anijschampignon          | Agaricus macrocarpus      | vrij zeldzaam    |
| Geelschubbige satijnchampignon | Agaricus xantholepis      | zeer zeldzaam    |
| Gekweekte champignon           | Agaricus bisporus         | vrij algemeen    |
| Gewone anijschampignon         | Agaricus arvensis         | zeer algemeen    |
| Gewone weidechampignon         | Agaricus campestris       | algemeen         |
| Gordelchampignon               | Agaricus subperonatus     | vrij algemeen    |
| Grootsporige champignon        | Agaricus urinascens       | vrij algemeen    |
| Hazelhoenchampignon            | Agaricus phaeolepidotus   | matig algemeen   |
| Karbolchampignon               | Agaricus xanthodermus     | vrij algemeen    |
| Kaschampignon                  | Agaricus endoxanthus      | uiterst zeldzaam |
| Klompvoetchampignon            | Agaricus essettei         | vrij zeldzaam    |
| Kleine champignon              | Agaricus comtulus         | vrij algemeen    |
| Kleinsporige weidechampignon   | Agaricus moellerianus     | zeldzaam         |
| Knolloze boschampignon         | Agaricus langei           | matig algemeen   |
| Kwelderchampignon              | Agaricus bernardii        | vrij zeldzaam    |
| Kraagchampignon                | Agaricus iodosmus         | uiterst zeldzaam |
| Okerbruine dwergchampignon     | Agaricus luteomaculatus   | zeer zeldzaam    |
| Panterchampignon               | Agaricus brunneolus       | algemeen         |
| Parelhoenchampignon            | Agaricus moelleri         | matig algemeen   |
| Plompe champignon              | Agaricus litoralis        | vrij zeldzaam    |
| Porfierchampignon              | Agaricus lividonitidus    | vrij zeldzaam    |
| Purperen champignon            | Agaricus porphyrizon      | matig algemeen   |
| Rafelige champignon            | Agaricus subfloccosus     | zeer zeldzaam    |
| Reuzenchampignon               | Agaricus augustus         | algemeen         |
| Roze dwergchampignon           | Agaricus purpurellus      | zeer zeldzaam    |
| Satijnchampignon               | Agaricus niveolutescens   | vrij zeldzaam    |
| Schubbige boschampignon        | Agaricus silvaticus       | zeer algemeen    |
| Slanke anijschampignon         | Agaricus silvicola        | vrij algemeen    |
| Sneeuwwitte anijschampignon    | Agaricus osecanus         | vrij algemeen    |
| Spoelvoetchampignon            | Agaricus bohusii          | vrij zeldzaam    |
| Steppechampignon               | Agaricus pampeanus        | zeldzaam         |
| Straatchampignon               | Agaricus bitorquis        | algemeen         |
| Tandringchampignon             | Agaricus benesii          | zeldzaam         |
| Toverchampignon                | Agaricus geesterani       | matig algemeen   |
| Vale champignon                | Agaricus depauperatus     | zeldzaam         |
| Valse anijschampignon          | Agaricus altipes          | zeldzaam         |
| Wijnkleurige champignon        | Agaricus semotus          | algemeen         |
| Zeeduinchampignon              | Agaricus devoniensis      | matig algemeen   |
| Zwartvlekkende champignon      | Agaricus collegarum       | uiterst zeldzaam |